# Gare du Châtelard-Frontière
Ne doit pas être confondu avec Gare de Châtelard VD ou Gare du Châtelard VS.
La gare du Châtelard-Frontière est une gare ferroviaire située sur le territoire de la localité du Châtelard appartenant à la commune suisse de Finhaut, dans le canton du Valais.

## Situation ferroviaire
Établie à 1 116 mètres d'altitude, la gare du Châtelard-Frontière est située au point kilométrique 18,072 de la ligne à écartement métrique de Martigny au Châtelard.
Elle est dotée de quatre voies, dont une en impasse, et de deux quais.

## Histoire
La gare du Châtelard-Frontière a été mise en service en 1906 avec le chemin de fer de Martigny au Châtelard,.

## Service des voyageurs

### Accueil
Gare des TMR, elle est dotée d'un bâtiment voyageurs et d'un distributeur automatique de titres de transport.
La gare est accessible aux personnes à mobilité réduite.

### Desserte
La gare du Châtelard-Frontière est desservie toutes les heures par les trains Regio reliant Martigny à Vallorcine. En heure de pointe du soir, un train supplémentaire complète la cadence entre Martigny et le Châtelard-Frontière.

### Intermodalité
La gare est en correspondance avec la ligne interurbaine no 213 assurée par CarPostal qui relie la gare de Martigny à Trient via le col de la Forclaz, prolongée jusqu'au Châtelard-Frontière en été.